# Bolbaffer bremeri
Bolbaffer bremeri es una especie de coleóptero de la familia Geotrupidae.

## Distribución geográfica
Habita en África.